# Nikolaj (Čašin)
Nikolaj (světským jménem: Sergej Nikolajevič Čašin; * 28. dubna 1972, Komsomolskij) je ruský duchovní Ruské pravoslavné církve a arcibiskup salechardský a novo-urengojský.
Je bratrem metropolity singapurského a jihovýchodní Asie Sergije (Čašina).

## Život
Narodil se 28. dubna 1972 v sídle Komsomolskij v Mordvinsku.
Roku 1989 dokončil střední školu v rodném sídle. V letech 1990–1992 sloužil v řadách Sovětské armády.
V letech 1992–1996 pracoval při pravoslavném bratrstvu svatých Borise a Gleba v Tutajev.
Od podzimu 1996 se účastnil stavby monastýru svatého archanděla Michaela v Koziše.
Dne 6. prosince 1996 byl postřižen na monacha a přijal mnišské jméno Nikolaj na počest svatého Mikuláše. O dva dny později byl biskupem novosibirským a berdským Sergijem (Sokolovem) rukopoložen na hierodiakona a 15. prosince na jeromonacha.
V letech 1997–2010 byl představeným monastýru Pokrova přesvaté Bohorodice ve vesnici Zavjalovo).
Roku 1998 začal dálkově studovat na Moskevském duchovním semináři, který dokončil roku 2004 a pokračoval ve studiu na Moskevské duchovní akademii.
Působil jako blagočinný Jihovýchodního okruhu novosibirské eparchie.
V letech 2000–2009 byl předsedou eparchiální komise pro záležitosti monastýrů.
Roku 2000 byl povýšen na igumena.
V srpnu 2010 se stal představeným chrámu Zesnutí přesvaté Bohorodice ve Vladivostoku. Dne 2. listopadu 2010 byl jmenován blagočinným Centrálního okruhu vladivostocké eparchie.
Dne 22. března 2011 jej Svatý synod zvolil biskupem zvenigorodským a vikářem moskevské eparchie.
Dne 10. dubna 2011 byl povýšen na archimandritu.
Dne 16. dubna 2011 byl oficiálně jmenován biskupem a o den později proběhla v chrámu Krista Spasitele v Moskvě jeho biskupská chirotonie. Světiteli byli patriarcha moskevský Kirill, metropolita krutický a kolomenský Juvenalij (Pojarkov), metropolita saranský a mordovský Varsonofij (Sudakov), arcibiskup istrijský Arsenij (Jepifanov), arcibiskup vladivostocký a primorský Veniamin (Puškar), arcibiskup verejský Jevgenij (Rešetnikov), arcibiskup jegorjevský Mark (Golovkov), biskup zarajský Merkurij (Ivanov), biskup dmitrovský Alexandr (Agrikov), biskup bronnický Ignatij (Punin), biskup solněčnogorský Sergij (Čašin), biskup podolský Tichon (Zajcev) a rybinský Veniamin (Lichomanov).
Dne 30. května 2011 byl jmenován biskupem nové salechardské eparchie.
Dne 20. listopadu 2016 byl patriarchou Kirillem povýšen na arcibiskupa.